# Fráter István
Fráter István (Érkeserű, 1630 körül – 1703) huszti várkapitány, költő.

## Élete
Az Abaúj vármegyei Fráter családból származik, apja, Fráter Pál szintén neves költő volt. Harmincas éveiben járt, amikor a török régi birtokait Nagyváradot elfoglalta. Abaúj megyében I. Apafi Mihály fogadta szolgálatába, a huszti vár alkapitányának tette meg. A vár tulajdonosa a fejedelemasszony, Bornemisza Anna volt, hivatalos parancsnoka pedig Teleki Mihály országbíró. 1675-től 1688-ig bírta ezt a tisztséget, ekkor a várat feladta az osztrákoknak.
Részt vett I. Lipót két országgyűlésén is. Nagy Iván szerint két feleségétől tizenkét gyereke született, egyikük, szintén Fráter István, a Bocskai-felkelés fontos résztvevője lett.

## Munkássága
Egyetlen verseskötete, a Paraphresis Rithmica 1684-ből maradt fenn. A könyvet Teleki Mihálynak ajánlotta, és Újhelyi István íródeák jegyezte le. 130 egyszakaszos verset tartalmaz, többnyire a vitézi életről. Egészen 1917-ig a Magyar Tudományos Akadémia kézirattárában lapult, ekkor tette közzé először Alszeghy Zsolt. Ő nevezte el verseit gnómáknak.

## Művei
- Paraphresis Rithmica, 1684
- Madách Gáspár, egy névtelen, Beniczky Péter, gróf Balassa Bálint, Listius László, Esterházy Pál és Fráter István versei; sajtó alá rend. Varga Imre, Cs. Havas Ágnes, Stoll Béla; Akadémiai, Bp., 1987 (Régi magyar költők tára, XVII. század)